# 三尾彰藍
三尾 彰藍（みお しょうらん、1922年 - 2011年）は、埼玉県北足立郡浦和町（現・さいたま市浦和区）出身の日本画家。本名、三尾雄治。浦和画家のひとり。

## 人物
浦和画家、三尾呉石の二男。1歳の時に関東大震災に被災し、父と共に埼玉県浦和町（のち浦和市）に転居、生涯浦和に居住。東京美術学校卒業。山口蓬春、髙山辰雄に師事した。院展で活躍し、風景画や静物画を得意とした。1979年までは本名（三尾雄治）で発表していた。2013年3月には埼玉県立近代美術館で回顧展が行われた。県展運営委員。

## 経歴
- 1922年（大正11年） - 出生。
- 1923年（大正12年） - 関東大震災により埼玉県浦和町に転居。
- 2011年（平成23年） - 死去。
- 2014年（平成26年） - うらわ美術館に12点が寄贈。